# Venusaur
Venusaur is een wezen uit de populaire Pokémon-franchise.
Hij is de geëvolueerde versie van Ivysaur, deze evolutie gebeurt op level 32, en Ivysaur is dan weer de geëvolueerde vorm van Bulbasaur.
De zwakte van Venusaur is, zoals bij alle plantensoortpokémon, vuur. Als hij/zij een Venusaur is geworden is de knop helemaal uitgegroeid tot een grote roze bloem waarmee hij/zij een sterke zonnestraal kan afgeven. Dit is tevens de sterkste aanval van deze graspokémon.

## Ruilkaartenspel
Er bestaan tien standaard Venusaur kaarten. Verder bestaat er nog een Erika's Venusaur, een Dark Venusaur en een Venusaur ex-kaart. Alle Venusaur kaarten hebben het type Gras als element.

### Venusaur (Expedition 30)
Venusaur (Japans: フシギバナ Fushigibana) is een gras-type Stadium 2 kaart. Het maakt deel uit van de Expedition Base reeks. Hij heeft een HP van 100 en kent de Poké-Power HarvestBody en de aanval Body Slam. Body Slam is een aanval in de spellenreeks, maar Venusaur kan die niet leren.

### Venusaur (Pokémon Rumble 1)
Venusaur (Japans: フシギバナ Fushigibana) is een gras-type Stadium 2 kaart. Het maakt deel uit van de Pokémon Rumble expansie. Hij heeft een HP van 140 en kent de aanval Giga Drain, een aanval uit de spellen die Venusaur kan leren door te paren.

### Erika's Venusaur (Gym Challenge 4)
Erika's Venusaur (Japans: エリカのフシギバナ Erika's Fushigibana) is een gras-type Stadium 2 kaart. Het maakt deel uit de Gym Challenge expansie. Hij kent de aanvallen Growth en Wide Solarbeam. Growth is een aanval in de spellen die Venusaur kan leren.